# Gyrostipula obtusa
Gyrostipula obtusa là một loài thực vật có hoa trong họ Thiến thảo. Loài này được Eman. & Razafim. mô tả khoa học đầu tiên năm 2007.